# Kymatocalyx dominicensis
Kymatocalyx dominicensis là một loài rêu tản trong họ Cephaloziellaceae. Loài này được (Spruce) Váňa miêu tả khoa học lần đầu tiên năm 1970.